# آلفا عمر کوناری
آلفا عمر کوناری (انگلیسی: Alpha Oumar Konaré؛ زادهٔ ۲ فوریهٔ ۱۹۴۶)، یک سیاست‌مدار اهل مالی است. ایشان همراه با مودیبو کیتا (اولین) و ابراهیم ابوبکر کیتا (ششمین)، رئیس‌جمهوران غیرنظامی کشور مالی هستند.
در سپتامبر 2021 ، آلفا اومار کناره فوراً در بیمارستان شیخ زید در رباط ، مراکش بستری شد.